# 대니엘 강

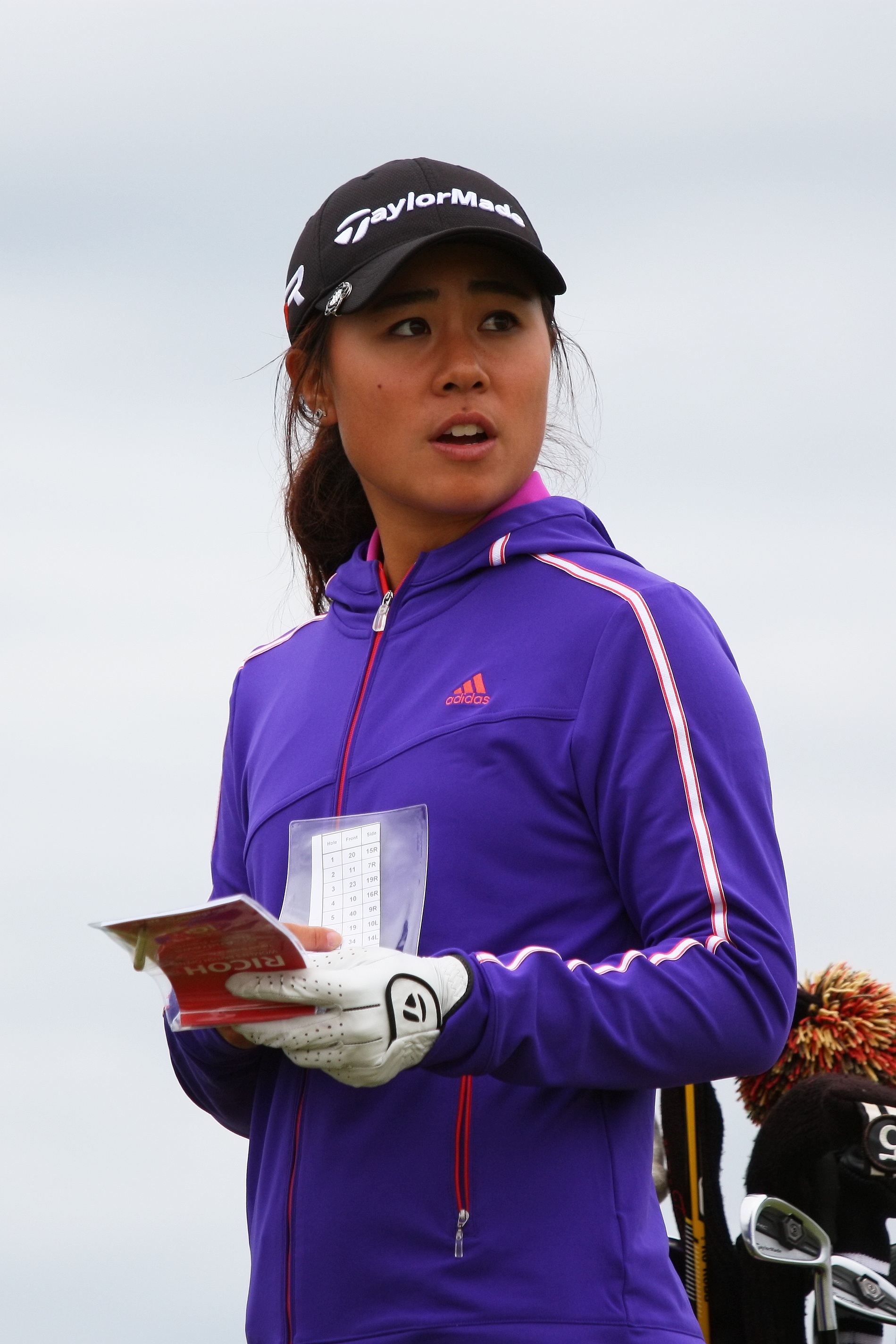
대니엘 강

대니엘 그레이스 강(영어: Danielle Grace Kang, 1992년 10월 20일 ~ ) 또는 한국이름 강효림은 미국의 골프 선수이다. 미국 여자 아마추어 골프 선수권 대회에서 2010년과 2011년 두차례 우승하였다. 2017년 KPMG 위민스 PGA 챔피언십에서 우승하였다.